# صدای سوت‌زن
صدای سوت‌زن (انگلیسی: Voice of the Whistler) فیلمی در ژانر معمایی و نوآر به کارگردانی ویلیام کسل است که در سال ۱۹۴۵ منتشر شد. از بازیگران آن می‌توان به ریچارد دیکس اشاره کرد.